# Mnesicles

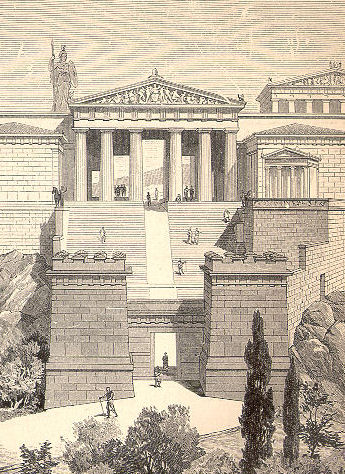
Recreación del aspecto que tendrían los propileos en la época clásica.

Mnesicles (en griego antiguo: Μνησικλῆς, romanizado: Mnesicles) fue un arquitecto de la época clásica griega, activo en la Atenas del siglo V a. C.
(Pericles) lo identifica como el arquitecto que diseñó los Propíleos, la puerta de entrada a la Acrópolis de Atenas construida en época de Pericles.